# Gabriel García Márquez
Gabriel José García Márquez (Aracataca, Magdalena, 6 de marzo de 1927-Ciudad de México, 17 de abril de 2014) fue un escritor, guionista y periodista colombiano. Reconocido por sus novelas y cuentos, también escribió narrativa de no ficción, discursos, reportajes, críticas cinematográficas y memorias. Estudió derecho en la Universidad Nacional de Colombia e inició sus colaboraciones periodísticas en el diario El Espectador. Fue conocido como Gabo, o Gabito, por sus familiares y amigos. En 1982 recibió el Premio Nobel de Literatura «por sus novelas e historias cortas, en las que lo fantástico y lo real se combinan en un mundo compuesto de imaginación, lo que refleja la vida y los conflictos de un continente».
Junto a Julio Cortázar, Mario Vargas Llosa y Carlos Fuentes, fue uno de los exponentes centrales del boom latinoamericano. Está considerado uno de los principales autores del realismo mágico, y su novela más conocida, Cien años de soledad, es una de las más representativas de esa corriente literaria. Se considera que a su éxito se debe que el término se aplique a la literatura surgida a partir de 1960 en América Latina.
En 2007 la Real Academia Española y la Asociación de Academias de la Lengua Española publicaron una edición popular conmemorativa de esta obra, por considerarla parte de los grandes clásicos hispánicos de todos los tiempos.

## Biografía

### Infancia
Hijo de Gabriel Eligio García y Luisa Santiaga Márquez Iguarán, nació en Aracataca, departamento del Magdalena, Colombia, «el domingo 6 de marzo de 1927 a las nueve de la mañana...», como refiere el escritor en sus memorias. Cuando sus padres se enamoraron, el padre de Luisa, el coronel Nicolás Ricardo Márquez Mejía, se opuso a esa relación, pues Gabriel Eligio, telegrafista, no era el hombre que consideraba más adecuado para su hija, por ser hijo de madre soltera, pertenecer al Partido Conservador Colombiano y ser un mujeriego confeso.
Con la intención de separarlos, Luisa fue enviada fuera de la ciudad, pero Gabriel Eligio la cortejó con serenatas de violín, poemas de amor, innumerables cartas y frecuentes mensajes telegráficos. Al fin, la familia capituló y Luisa consiguió el permiso para casarse, lo cual sucedió el 11 de junio de 1927 en Santa Marta. La historia y tragicomedia de ese cortejo inspiraría más tarde a su hijo la novela El amor en los tiempos del cólera.
En su momento quiso bautizárselo como Gabriel José de la Concordia, debido a que se había resuelto el conflicto entre su padre y su abuelo. Sin embargo, como muestra el facsímil en el libro «García Márquez, el viaje a la semilla» de Dasso Saldivar, primera biografía autorizada por García Márquez, según la partida de bautismo, el nombre es Gabriel José García Márquez. 
Poco después del nacimiento de Gabriel, su padre se convirtió en farmacéutico y, en enero de 1928, se mudó con Luisa a Barranquilla, dejando a Gabriel en Aracataca al cuidado de sus abuelos maternos. Dado que vivió con ellos durante los primeros años, recibió una fuerte influencia del coronel Nicolás Márquez, quien de joven mató a Medardo Pacheco en un duelo, y quien tuvo, además de los tres hijos oficiales, otros nueve con distintas mujeres. El coronel era un liberal veterano de la guerra de los Mil Días, muy respetado por sus copartidarios, conocido por su negativa a callar sobre la masacre de las bananeras, suceso en el que murieron cientos de personas a manos de las Fuerzas Armadas de Colombia durante una huelga de los trabajadores de las bananeras, que García Márquez plasmaría en su obra.
El coronel, a quien Gabriel llamaba Papalelo, lo describió como su «cordón umbilical con la historia y la realidad». Fue un excelente narrador. Le enseñó a su nieto a consultar el diccionario, lo llevaba al circo cada año y fue el primero en introducirlo al «milagro» del hielo, en la tienda de la United Fruit Company.Con frecuencia decía: «Tú no sabes lo que pesa un muerto», refiriéndose así a que no había mayor carga que la de haber matado a un hombre, lección que García Márquez incorporaría en sus novelas.
Su abuela, Tranquilina Iguarán Cotes, era de origen gallego, según García Márquez, quien la llama abuela Mina y describe como «una mujer imaginativa y supersticiosa» que llenaba la casa con historias de fantasmas, premoniciones, augurios y signos. Le fue de tanta influencia como el coronel, e incluso es señalada por el escritor como su primera y principal inspiradora literaria, pues le inculcó la original forma de contar historias tratando lo extraordinario como algo natural, sin importar cuán fantásticos o improbables fueran sus relatos, siempre refiriéndose a ellos como verdad irrefutable. El escritor manifestó en una entrevista de 1983 al diario El País:

Surgió mi interés de descifrar su ascendencia, y buscando la suya encontré la mía en los verdes frenéticos de mayo hasta el mar y las lluvias feraces y los vientos eternos de los campos de Galicia. Solo entonces entendí de dónde había sacado la abuela aquella credulidad que le permitía vivir en un mundo sobrenatural donde todo era posible, donde las explicaciones racionales carecían por completo de validez.

Además del estilo, la abuela Mina inspiró el personaje de Úrsula Iguarán que, tres décadas más tarde, su nieto usaría en Cien años de soledad. Ella murió en 1936, cuando Gabriel tenía ocho años. Debido a la ceguera de su abuela, él se fue a vivir con sus padres en Sucre, en el departamento homónimo de Sucre, donde su padre trabajaba como farmacéutico.
Gabriel fue el mayor de once hermanos de padre y madre: Luis Enrique, Margarita, Aída, Gustavo, Ligia, Rita, Jaime, Hernando (Nanchi), Alfredo Ricardo (Cuqui) y Eligio (Yiyo). Sus medio hermanos por parte de padre fueron Carmen Rosa, Abelardo, Germaine Hanai (Emi) y Antonio María Claret (Toño). Según su hijo Rodrigo, Gabriel había perdido la visión del centro de su ojo izquierdo desde su infancia, cuando miró directo a un eclipse.
Su niñez está relatada en sus memorias Vivir para contarla. Después de veinticuatro años de ausencia, en 2007, regresó a Aracataca para un homenaje que le rindió el Gobierno colombiano al cumplir sus ochenta años, a cuarenta desde la publicación de Cien años de soledad.

### Educación y adultez

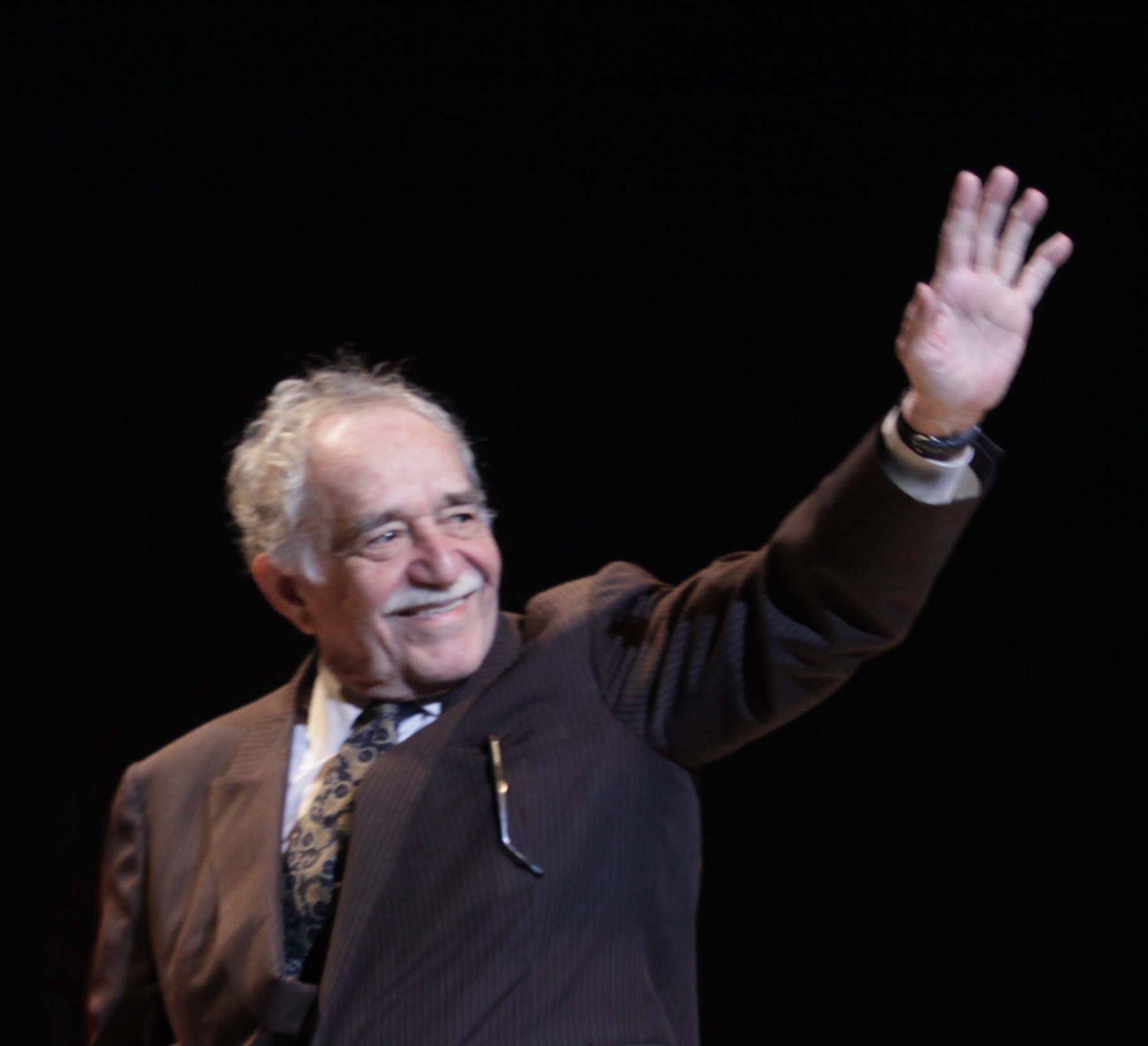
Gabriel García Márquez en 2009.

Poco después de llegar a Sucre, se decidió que Gabriel debía empezar su educación formal y fue mandado a un internado en Barranquilla, un puerto en la boca del río Magdalena. Allí adquirió reputación de chico tímido que escribía poemas humorísticos y dibujaba tiras cómicas. Serio y poco dado a las actividades atléticas, fue apodado El Viejo por sus compañeros de clase.
Cursó los primeros grados de secundaria en el colegio jesuita San José (hoy Instituto San José) desde 1940, donde publicó poemas en la revista escolar Juventud. Gracias a una beca del Gobierno, fue enviado a estudiar a Bogotá de donde lo reubicaron en el Liceo Nacional de Zipaquirá, a una hora de la capital, donde culminará sus estudios secundarios. Allí destacó en deportes, llegó a ser capitán del equipo del Liceo Nacional de Zipaquirá en fútbol, béisbol y atletismo.
Después de su graduación en 1947, permaneció en Bogotá para estudiar Derecho en la Universidad Nacional de Colombia, donde tuvo especial dedicación a la lectura. La metamorfosis de Franz Kafka «en la falsa traducción de Jorge Luis Borges» le inspiró de modo especial. Estaba emocionado con la idea de escribir, no literatura tradicional, sino en un estilo similar a las historias de su abuela, en las que se «insertan acontecimientos extraordinarios y anomalías como si fueran simplemente un aspecto de la vida cotidiana». Su deseo de ser escritor crecía. Publicó su primer cuento, La tercera resignación, el 13 de septiembre de 1947 en El Espectador.
Continuó con la carrera de Derecho en 1948 para complacer a sus padres. Después del llamado Bogotazo en 1948, unos sangrientos disturbios del 9 de abril a causa del magnicidio del líder popular Jorge Eliécer Gaitán, la universidad cerró por lapso indefinido y su pensión fue incendiada. García Márquez se trasladó a la Universidad de Cartagena; empezó a trabajar como reportero de El Universal. En 1950, desistió de convertirse en abogado para centrarse en el periodismo y se trasladó de nuevo a Barranquilla para trabajar como columnista y reportero en El Heraldo. Aunque nunca terminó sus estudios, algunos lugares, como la Universidad de Columbia de Nueva York, le han otorgado un doctorado honoris causa en letras.

### Matrimonio y familia
Durante su niñez, cuando visitaba a sus padres en Sucre, conoció a Mercedes Barcha, también hija de un boticario, en un baile de estudiantes y decidió que debía casarse con ella cuando terminara sus estudios. Contrajo matrimonio en marzo de 1958 en la iglesia de Nuestra Señora del Perpetuo Socorro de Barranquilla con Mercedes «a la que le había propuesto matrimonio desde sus trece años».
Mercedes es descrita por uno de los biógrafos del escritor como «una mujer alta y linda con pelo marrón hasta los hombros, nieta de un inmigrante egipcio, lo que al parecer se manifiesta en unos pómulos anchos y ojos castaños grandes y penetrantes».García Márquez se ha referido a Mercedes siempre, con cariño orgulloso; cuando habló de su amistad con Fidel Castro, observó, «Fidel se fía de Mercedes aún más que de mí».
En 1959 tuvieron a su primer hijo, Rodrigo, quien se convirtió en cineasta, y en 1961 se instalaron en Nueva York, donde ejerció como corresponsal de Prensa Latina. Tras recibir amenazas y críticas de la CIA y de los disidentes cubanos, que no compartían el contenido de sus reportajes, decidió trasladarse a México y se establecieron en la capital. Tres años después, nació Gonzalo, futuro diseñador gráfico en la capital mexicana.
Aunque García Márquez poseía residencias en París, Bogotá y Cartagena de Indias, vivió la mayor parte del tiempo en Ciudad de México, donde se radicó a principios de los años 60 y donde escribió Cien años de soledad en el número 19 de la calle La Palma de la colonia San Ángel.

### La fama

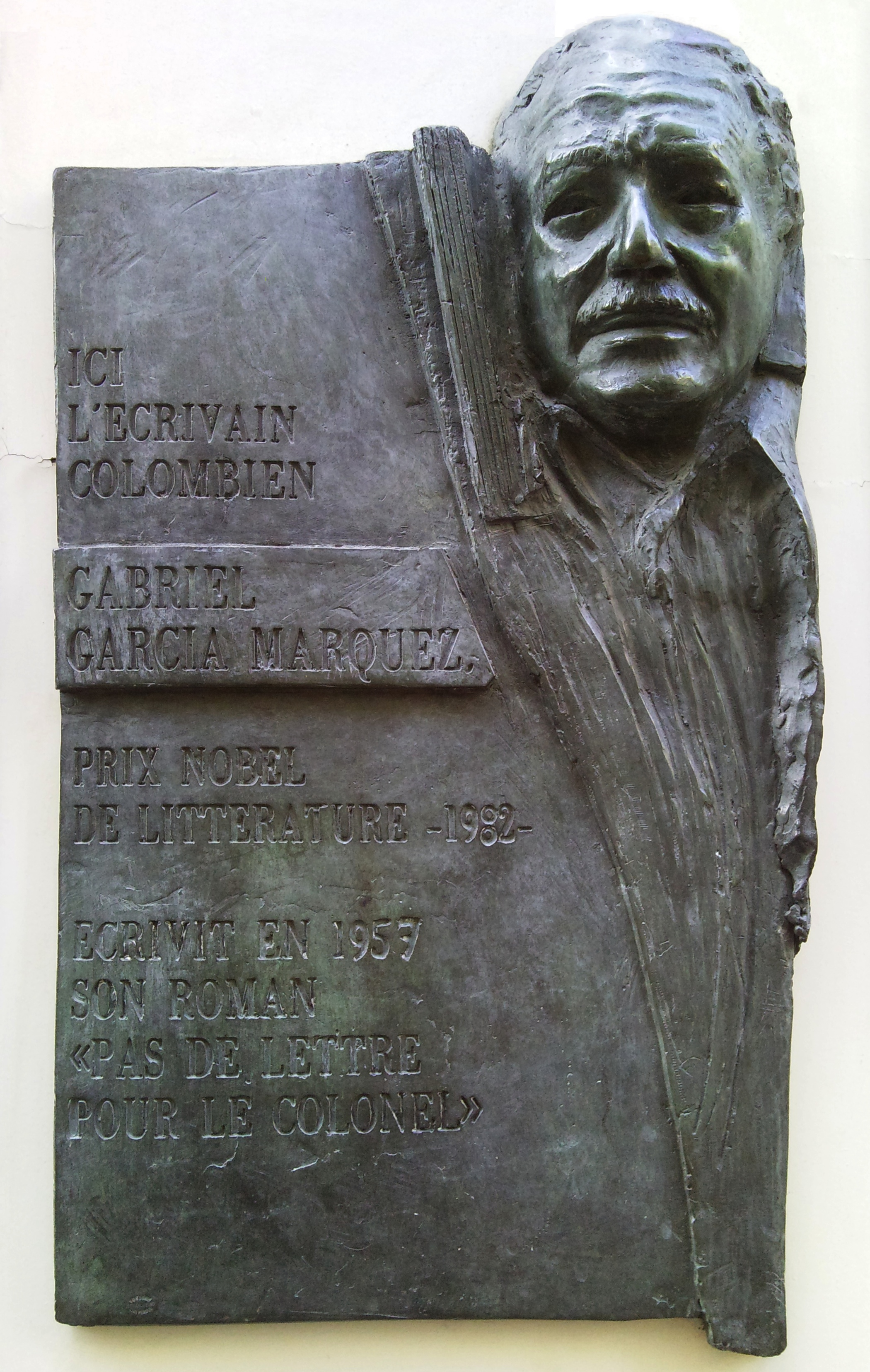
Placa conmemorativa en el Hôtel des 3 Collèges en París (Francia), donde García Márquez vivió en 1956.

La notoriedad mundial de García Márquez comenzó cuando Cien años de soledad se publicó en junio de 1967 y en una semana vendió 8000 ejemplares. La novela sumó una edición cada semana, llegó a medio millón en tres años. Fue traducido a más de veinticinco idiomas y ganó seis premios internacionales. Tenía 40 años cuando el mundo aprendió su nombre. Por la correspondencia de admiradores, los premios, entrevistas y las comparecencias su vida había cambiado.  
En 1969, la novela ganó el Chianciano Aprecian en Italia y fue denominado el «Mejor Libro Extranjero» en Francia. En 1970, fue publicado en inglés y escogido como uno de los doce libros del año en Estados Unidos. Dos años después le fue concedido el Premio Rómulo Gallegos y el Premio Neustadt y en 1971, Mario Vargas Llosa publicó un libro acerca de su vida y obra, titulado García Márquez: historia de un deicidio. Para contradecir toda esta exhibición, García Márquez regresó a la escritura. Decidido a escribir acerca de un dictador, se trasladó con su familia a Barcelona que pasaba sus últimos años bajo el régimen de Francisco Franco.
La popularidad condujo a la amistad con poderosos líderes, incluyendo Fidel Castro, relación analizada en Gabo y Fidel: retrato de una amistad.En una entrevista con Claudia Dreifus en 1982, dice que esa relación se basa en la literatura: «La nuestra es una amistad intelectual. Puede que no sea ampliamente conocido que Fidel es un hombre culto. Cuando estamos juntos, hablamos mucho sobre la literatura».
Algunos han criticado a García Márquez por esta relación; el escritor cubano Reinaldo Arenas, en 1992 en sus memorias Antes que anochezca, señala que García Márquez estaba con Castro, en 1980 en un discurso en el que este acusó a los refugiados recién asesinados en la embajada de Perú de ser «chusma». Arenas recuerda con amargura a compañeros del escritor homenajear por ello con «hipócritas aplausos» a Castro.

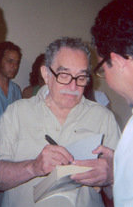
Gabriel García Márquez firmando una copia de Cien años de soledad en La Habana (Cuba).

También debido a su fama y a sus puntos de vista sobre el imperialismo de Estados Unidos, fue etiquetado como subversivo y por muchos años le fue negado el visado estadounidense por las autoridades de inmigración. Sin embargo, después de que Bill Clinton fuera elegido presidente de Estados Unidos, este le levantó la prohibición de viajar a su país y afirmó que Cien años de soledad es su novela favorita.
En 1981, el año en el que le fue concedida la Legión de Honor de Francia, regresó a Colombia de una visita con Castro, para encontrarse una vez más en problemas. El gobierno del liberal Julio César Turbay Ayala lo acusaba de financiar al grupo guerrillero M-19. Huyó de Colombia y solicitó asilo en México, donde mantuvo una casa.
Desde 1986 hasta 1988, García Márquez vivió y trabajó en México D. F., La Habana y Cartagena de Indias. En 1987, hubo una celebración en América y Europa del vigésimo aniversario de Cien años de soledad. Escribió su primera obra de teatro, Diatriba de amor contra un hombre sentado. En 1988 se estrenó la película Un señor muy viejo con unas alas enormes, dirigida por Fernando Birri, adaptación del cuento del mismo nombre.
En 1994, presentó la Fundación para un Nuevo Periodismo Iberoamericano, en busca de promover el periodismo de calidad en América Latina y España.
En 1995, el Instituto Caro y Cuervo publicó en dos volúmenes el Repertorio crítico sobre Gabriel García Márquez.
En 1996 García Márquez publicó Noticia de un secuestro, donde combinó la orientación testimonial del periodismo y su propio estilo narrativo. Esta historia representa la onda inmensa de violencia y secuestros que Colombia continuaba encarando.
En 1999, el estadounidense Jon Lee Anderson publicó un libro revelador acerca de García Márquez, para lo cual tuvo la oportunidad de convivir varios meses con el escritor y su mujer en su casa de Bogotá.

### Enfermedad y muerte
En 1999 le fue diagnosticado un cáncer linfático. Al respecto, el escritor declaró en una entrevista en el año 2000 a El Tiempo de Bogotá:

Hace unos años fui sometido a un tratamiento de tres meses contra un linfoma, y hoy me sorprendo yo mismo de la enorme lotería que ha sido ese tropiezo en mi vida. Por el temor de no tener tiempo para terminar los tres tomos de mis memorias y dos libros de cuentos que tenía a medias, reduje al mínimo las relaciones con mis amigos, desconecté el teléfono, cancelé los viajes y toda clase de compromisos pendientes y futuros, y me encerré a escribir todos los días sin interrupción desde las ocho de la mañana hasta las dos de la tarde. Durante ese tiempo, ya sin medicinas de ninguna clase, mis relaciones con los médicos se redujeron a controles anuales y a una dieta sencilla para no pasarme de peso. Mientras tanto, regresé al periodismo, volví a mi vicio favorito de la música y me puse al día en mis lecturas atrasadas.

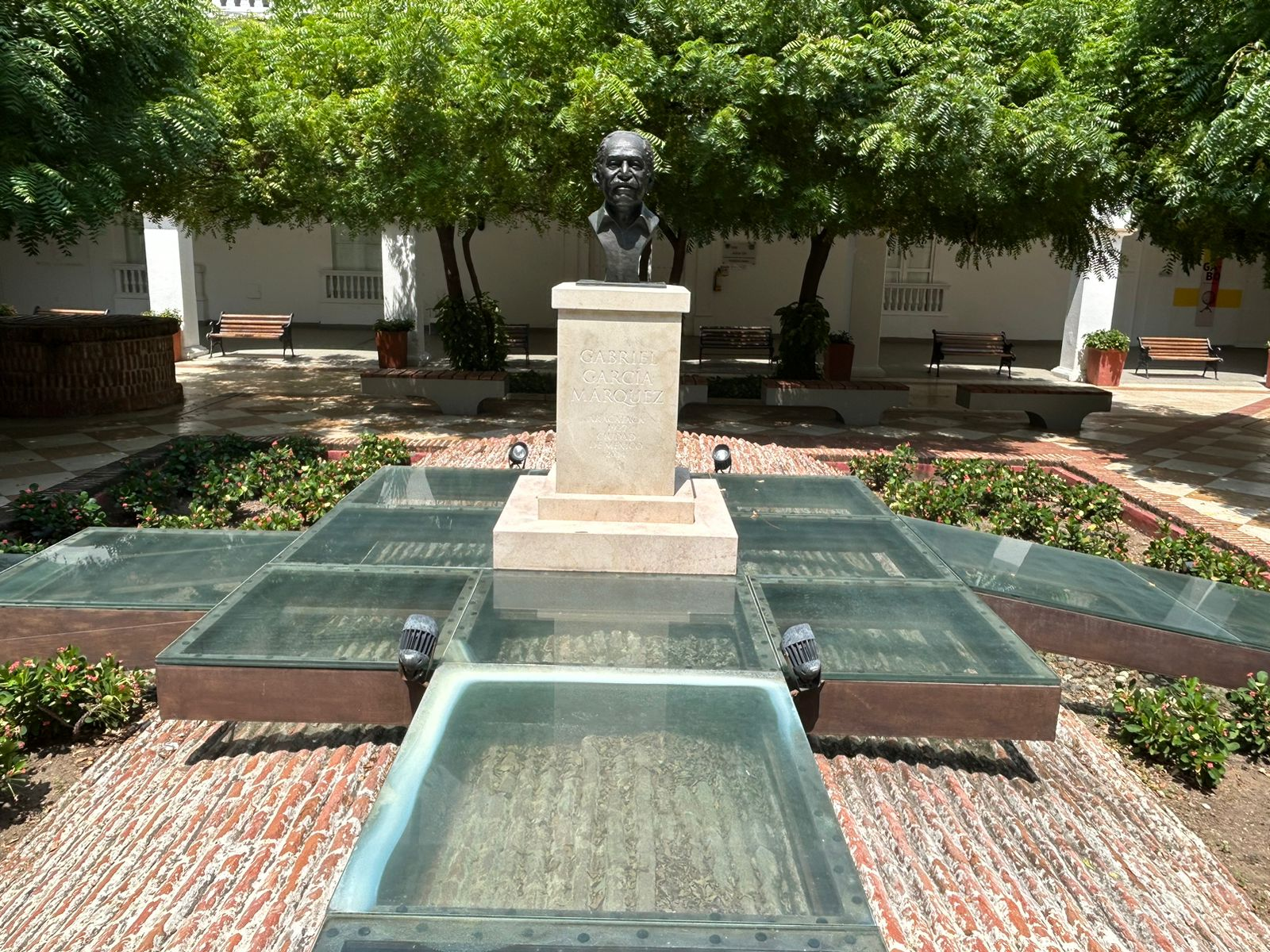
Mausoleo donde reposa la mitad de las cenizas de García Márquez en el antiguo Claustro de la Merced, sede de postgrados de la Universidad de Cartagena.

En esa entrevista, se refiere al poema La marioneta, que le fue atribuido por el diario peruano La República a modo de despedida por su inminente muerte.Aclaró que «el verdadero autor es un joven ventrílocuo mexicano que lo escribió para su muñeco», el mexicano Johnny Welch.
En 2002, su biógrafo Gerald Martin voló a México D. F. para hablar con él. Su mujer, Mercedes, tenía gripe y el escritor debió visitar a Martin en su hotel. Según dijo, García Márquez no tenía la apariencia del típico sobreviviente de cáncer. Todavía delgado y con el pelo corto, completó Vivir para contarla.
A principios de julio de 2012, por comentarios de su hermano Jaime, se rumoreó que el escritor padecía de demencia senil, pero un vídeo en que celebra su cumpleaños en marzo de 2012 sirvió para desmentirlo.
En abril de 2014 fue internado en el Instituto Nacional de Ciencias Médicas y Nutrición, en México D. F., debido a una recaída producto del cáncer linfático que le fue diagnosticado en 1999. Le había afectado un pulmón, ganglios e hígado. Falleció el 17 de abril de 2014.
El presidente de Colombia Juan Manuel Santos señaló que el escritor fue «el colombiano que, en toda la historia de nuestro país, más lejos y más alto ha llevado el nombre de la patria», decretando tres días de duelo nacional. Su cenizas reposan en el claustro de La Merced de Cartagena de Indias, adonde fueron trasladadas el 22 de mayo de 2016.

## Carrera literaria

### Periodista

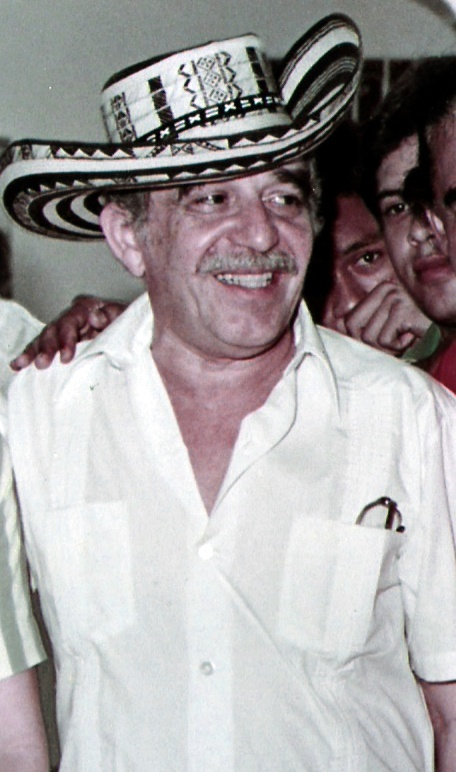
García Márquez en 1984, luciendo un sombrero vueltiao, típico del Caribe colombiano.

García Márquez comenzó su carrera como periodista mientras estudiaba derecho en la universidad. En 1948 y 1949 escribió para El Universal de Cartagena. Desde 1950 hasta 1952, escribió una «caprichosa» columna con el seudónimo de «Septimus» para el periódico local El Heraldo de Barranquilla.Tomó nota de su tiempo en El Heraldo. Durante este tiempo se convirtió en un miembro activo del colectivo informal de escritores y periodistas conocidos como el Grupo de Barranquilla, una asociación que fue una gran motivación e inspiración para su carrera literaria. Trabajó con figuras como José Félix Fuenmayor, Ramón Vinyes, Alfonso Fuenmayor, Álvaro Cepeda Samudio, Germán Vargas, Alejandro Obregón, Orlando Rivera «Figurita» y Julio Mario Santo Domingo, entre otros.García Márquez utilizaría, por ejemplo, a Ramón Vinyes, que sería representado como un «sabio catalán», propietario de una librería en Cien años de soledad. 
En esa época, leyó las obras de Virginia Woolf y William Faulkner, quienes le influyeron en sus técnicas narrativas, los temas históricos y la utilización de localidades provinciales. El entorno de Barranquilla proporcionó una educación literaria a nivel mundial y una perspectiva única sobre la cultura del Caribe. Con respecto a su carrera del periodismo, ha mencionado que le sirvió como herramienta para «no perder contacto con la realidad».
A petición de Álvaro Mutis en 1954, regresó a Bogotá para trabajar en El Espectador como reportero y crítico de cine. Un año después, publicó en el diario Relato de un náufrago, catorce crónicas sobre el naufragio del destructor A. R. C. Caldas, basado en entrevistas con Luis Alejandro Velasco, joven marinero sobreviviente. 
Esa publicación dio lugar a una controversia pública nacional cuando en el último escrito reveló la historia oculta, ya que desacreditó la versión oficial que había atribuido el naufragio a una tormenta.A consecuencia de ello, fue enviado a París para ser corresponsal extranjero de El Espectador. Escribió sus experiencias en El Independiente, un periódico que sustituyó por un breve tiempo a El Espectador, durante el gobierno militar del general Gustavo Rojas Pinilla y que más tarde fue cerrado por las autoridades. Tras el triunfo de la revolución cubana en 1960, García Márquez viajó a La Habana, donde trabajó en la agencia de prensa creada por el gobierno cubano Prensa Latina e hizo amistad con Ernesto Guevara.
En 1974, junto con intelectuales y periodistas de izquierda, fundó Alternativa, que duró hasta 1980 y marcó un hito en la historia del periodismo de oposición en Colombia. Para el primer número, escribió un artículo sobre el bombardeo al Palacio de La Moneda durante el Golpe de Estado en Chile de 1973, lo que garantizó que se agotara la edición. Sería el único con derecho a firmar artículos.
En 1994, junto con su hermano Jaime García Márquez y Jaime Abello Banfi, creó la Fundación Nuevo Periodismo Iberoamericano (FNPI), que tiene como objetivo ayudar a jóvenes periodistas a aprender con maestros como Alma Guillermoprieto y Jon Lee Anderson, y estimular nuevas formas de hacer periodismo. La sede principal está en Cartagena de Indias y Gabriel fue el presidente hasta su muerte. En su honor, la FNPI creó el Premio Gabriel García Márquez de Periodismo, que se otorga desde 2013 a lo mejor del periodismo iberoamericano.

### Primeras y principales publicaciones
Su primer cuento, La tercera resignación, fue publicado en 1947 en el periódico El Espectador. Un año después, empezó su trabajo para ese periódico. Sus primeros trabajos eran cuentos publicados en el periódico desde 1947 hasta 1952; editó quince cuentos.
García Márquez quería ser periodista y escribir novelas; también quería crear una sociedad más justa.Para La hojarasca, su primera novela, le llevó años encontrar un editor. La publicó en 1955, y aunque la crítica fue excelente, la mayor parte de la edición se quedó en bodega y el autor no recibió de nadie «ni un céntimo por regalías».García Márquez señala que «de todo lo que había escrito, La hojarasca fue su favorita porque consideraron que era la más sincera y espontánea».
Tardó dieciocho meses en escribir Cien años de soledad.El 30 de mayo de 1967 salió a la venta en Buenos Aires la primera edición de la novela. Tres décadas después se había traducido a 37 idiomas y vendido 25 millones de ejemplares en todo el mundo. «Fue un verdadero bombazo, que hizo explosión desde el primer día. El libro salió a las librerías sin ningún tipo de campaña publicitaria, la novela agotó su primera edición de 8.000 copias a las dos semanas y pronto convirtió el título y su realismo mágico en el espejo del alma latinoamericana».Cien años de soledad ha influido en casi todos los novelistas importantes del mundo. La novela hace una crónica de la familia Buendía en el pueblo de Macondo, que fue fundado por José Arcadio Buendía. Puede ser considerada una obra de realismo mágico.
El amor en los tiempos del cólera se publicó en 1985. Está basada en las historias de dos parejas; la de los jóvenes Fermina Daza y Florentino Ariza está inspirada en el amor de los padres de García Márquez.Sin embargo, como explicó en una entrevista: «La única diferencia es que mis padres se casaron. Tan pronto como se casaron, ya no eran interesantes como figuras literarias».El amor de los ancianos se basó en una historia que leyó en un periódico sobre la muerte de dos estadounidenses, de casi ochenta años, que se reunían todos los años en Acapulco. Estaban en un barco y un día fueron asesinados por el barquero con sus remos. García Márquez señala: «A través de su muerte, la historia de su romance en secreto se hizo conocida. Yo estaba fascinado con ella. Estaban cada uno casado con otra persona».

### Últimos trabajos
En 2003, García Márquez publicó el libro Vivir para contarla, el primero de los tres volúmenes de sus memorias, que el escritor había anunciado como:

Empieza con la vida de mis abuelos maternos y los amores de mi padre y mi madre a principios del siglo, y termina en 1955 cuando publiqué mi primer libro, La hojarasca, hasta viajar a Europa como corresponsal de El Espectador. El segundo volumen seguirá hasta la publicación de Cien años de soledad, más de veinte años después. El tercero tendrá un formato distinto, y solo serán los recuerdos de mis relaciones personales con seis o siete presidentes de distintos países.

La novela Memoria de mis putas tristes (2004) es una historia de amor que sigue el romance de un hombre de noventa años y su pubescente concubina. Causó controversia en Irán, donde se prohibió después de 5000 ejemplares impresos y vendidos. En México, una ONG amenazó con demandar al escritor por hacer apología de la prostitución infantil.

## Estilo
Si bien, hay ciertos aspectos que casi siempre los lectores pueden esperar encontrar en la obra de García Márquez, como el humor, no hay un estilo claro y predeterminado, de plantilla. En una entrevista con Marlise Simons, señaló:

En cada libro intento tomar un camino diferente [...]. Uno no elige el estilo. Usted puede investigar y tratar de descubrir cuál es el mejor estilo para un tema. Pero el estilo está determinado por el tema, por el ánimo del momento. Si usted intenta utilizar algo que no es conveniente, apenas no resultará. Entonces los críticos construyen teorías alrededor de esto y ven cosas que yo no había visto. Respondo solamente a nuestro estilo de vida, la vida del Caribe.

García Márquez también es conocido por dejar fuera detalles y eventos al parecer importantes de manera que el lector se ve obligado a cumplir un papel más participativo en la historia desarrollada. En El coronel no tiene quien le escriba de los personajes principales no se dan nombres. Esta práctica se ve influida por las tragedias griegas, como Antígona y Edipo rey, en el que ocurren eventos importantes fuera de la representación que se dejan a la imaginación del público.

### Temas más importantes

#### La soledad
El tema de la soledad atraviesa gran parte de sus obras. Pelayo observa que «El amor en los tiempos del cólera, como todos los trabajos de García Márquez, explora la soledad de la persona y de la especie humana... retrato a través de la soledad del amor y de estar en amor».
Plinio Apuleyo Mendoza le preguntó: «Si la soledad es el tema de todos sus libros ¿dónde debemos buscar las raíces de este exceso? ¿En su infancia tal vez?». García Márquez respondió: «Creo que es un problema que todo el mundo tiene. Toda persona tiene su propia forma y los medios de expresar la misma. La sensación impregna la labor de tantos escritores, aunque algunos de ellos pueden expresar lo inconsciente».
En su discurso de aceptación del Premio Nobel, La soledad de América Latina, se refiere a este tema de la soledad relacionado con América Latina: «La interpretación de nuestra realidad con esquemas ajenos solo contribuye a hacernos cada vez más desconocidos, cada vez menos libres, cada vez más solitarios».

#### Macondo
Otro tema importante en la obra de García Márquez es la invención de la aldea que él llama Macondo. Él usa su ciudad natal de Aracataca como una referencia geográfica para crear esta ciudad imaginaria, pero la representación del pueblo no se limita a esta área específica. García Márquez comparte: «Macondo no es tanto un lugar como un estado de ánimo».
Este pueblo de ficción se ha vuelto conocido en el mundo literario y «su geografía y los habitantes son constantemente invocados por profesores, políticos y agentes» [...] que hacen «difícil de creer que es una pura invención».En La hojarasca, García Márquez describe la realidad del «auge del banano» en Macondo, que incluye un período aparente de «gran riqueza» durante la presencia de empresas de los Estados Unidos, y un período de depresión con la salida de las empresas estadounidenses relacionadas con el banano. Además, Cien años de soledad se lleva a cabo en Macondo y narra la historia de esta ciudad ficticia desde su fundación hasta su desaparición con el último Buendia.
En su autobiografía, García Márquez explica su fascinación por la palabra y el concepto Macondo cuando describe un viaje que hizo con su madre de vuelta a Aracataca:

El tren se detuvo en una estación que no tenía ciudad, y un rato más tarde pasó la única plantación de banano (plátano) a lo largo de la ruta que tenía su nombre escrito en la puerta: Macondo. Esta palabra ha atraído mi atención desde los primeros viajes que había hecho con mi abuelo, pero solo he descubierto como un adulto que me gustaba su resonancia poética. Nunca he oído decir, y ni siquiera me pregunto lo que significa... me ocurrió al leer en una enciclopedia que se trata de un árbol tropical parecido a la ceiba"

Según algunos académicos, Macondo —la ciudad fundada por José Arcadio Buendía en Cien años de soledad— solo existe como resultado del lenguaje. La creación de Macondo es condicionada a la existencia de la palabra escrita. En la palabra —como instrumento de comunicación— se manifiesta la realidad, y permite al hombre lograr una unión con circunstancias independientes de su entorno inmediato.

### Violencia y cultura

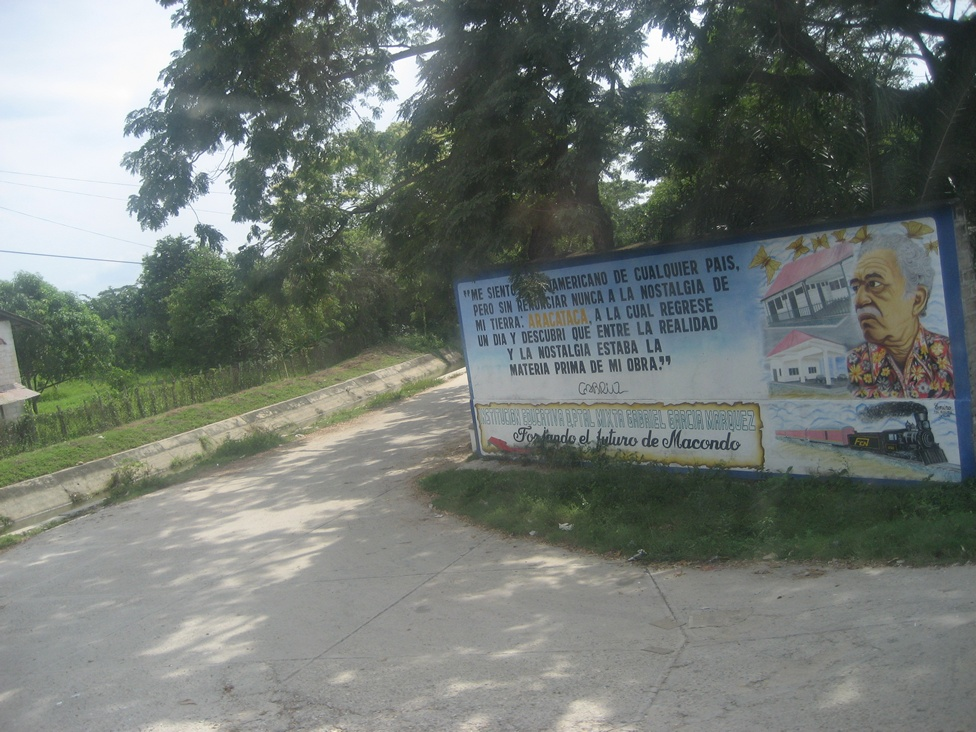
Mural sobre García Márquez en Aracataca, Colombia.

En varias de las obras de García Márquez, entre ellas El coronel no tiene quien le escriba, La mala hora y La hojarasca, hay sutiles referencias sobre «La Violencia», guerra civil entre conservadores y liberales que se prolongó hasta los años 1960, causando la muerte de cientos de miles de colombianos. Son referencias a situaciones injustas que viven diversos personajes, como el toque de queda o la censura de prensa. La mala hora, que no es una de las novelas más famosas de García Márquez, destaca por su representación de la violencia con una imagen fragmentada de la desintegración social que provoca. Se puede decir que en estas obras «la violencia se convierte en cuento, a través de la aparente inutilidad (o sirve)de tantos episodios de sangre y muerte».
Sin embargo, aunque García Márquez describe la naturaleza corrupta y las injusticias de esa época de violencia en Colombia, se niega a usar su trabajo como una plataforma de propaganda política. «Para él, el deber del escritor revolucionario es escribir bien, y el ideal es una novela que mueve al lector por su contenido político y social, y al mismo tiempo por su poder para penetrar en la realidad y exponer su otra cara».
En las obras de García Márquez se puede encontrar también una «obsesión por captar la identidad cultural latinoamericana y particularizar los rasgos del mundo caribeño».Trata de deconstruir las normas sociales establecidas en esta parte del mundo. Como ejemplo, el carácter de Meme en Cien años de soledad puede ser visto como una herramienta para criticar las convenciones y prejuicios de la sociedad. En este caso, ella no conforma a la ley convencional que «las jóvenes deben llegar vírgenes al matrimonio» porque ha tenido una relación ilícita con Mauricio Babilonia. Se puede ver otro ejemplo de esta crítica de las normas sociales a través de la relación amorosa entre Petra Cotes y Aureliano Segundo. Al final de la obra —cuando los protagonistas son viejos— se enamoran más que antes. Así, García Márquez está criticando la imagen mostrada por la sociedad de que «los viejos no pueden amar».

### Influencias literarias
En su juventud, al asociarse al grupo de Barranquilla, Gabriel García Márquez comenzó a leer la obra de Ernest Hemingway, James Joyce, Virginia Woolf y, más importante, de William Faulkner de quien recibe una trascendente influencia reconocida por él cuando en su discurso de recepción del Nobel menciona: «mi maestro William Faulkner». En su obra Nabo, el negro que hizo esperar a los ángeles (1951) aparecen elementos similares a los de Faulkner como la ambigüedad deliberada y una pintura temprana de la soledad.
Emprendió un estudio de obras clásicas; encontró enorme inspiración en la obra de Edipo Rey de Sófocles de quien, en muchas ocasiones, García Márquez ha expresado su admiración por sus tragedias y utiliza una cita de Antígona al principio de La hojarasca cuya estructura se ha dicho que tiene la influencia del dilema moral de Antígona.
En una entrevista a Juan Gustavo Cobo Borda en 1981, García Márquez confesó que el movimiento poético iconoclasta denominado "Piedra y cielo" (1939) fue fundamental para él, afirmando que:

La verdad es que si no hubiera sido por «Piedra y Cielo», no estoy muy seguro de haberme convertido en escritor. Gracias a esta herejía pude dejar atrás una retórica acartonada, tan típicamente colombiana... Creo que la importancia histórica de «Piedra y Cielo» es muy grande y no suficientemente reconocida... Allí no solo aprendí un sistema de metaforizar, sino lo que es más decisivo, un entusiasmo y una novelería por la poesía que añoro cada día más y que me produce una inmensa nostalgia.

## Realismo mágico
Como autor de ficción, García Márquez es siempre asociado con el realismo mágico. Es considerado, junto al guatemalteco Miguel Ángel Asturias, figura central de este género. El realismo mágico se usa para describir elementos que tienen, como es el caso en los trabajos de este autor, la yuxtaposición de la fantasía y el mito con las actividades diarias y ordinarias.
El realismo es un tema importante en todas las obras de García Márquez. Él dijo que sus primeros trabajos (con la excepción de La hojarasca), como El coronel no tiene quien le escriba, La mala hora y Los funerales de la Mamá Grande, reflejan la realidad de la vida en Colombia y este tema determina la estructura racional de los libros. Dice: «No me arrepiento de haberlas escrito, pero pertenecen a un tipo de literatura premeditada que ofrecen una visión de la realidad demasiado estática y exclusiva».
En sus otras obras ha experimentado más con enfoques menos tradicionales a la realidad, de modo que «lo más terrible, lo más inusual se dice con expresión impasible».Un ejemplo citado es la ascensión espiritual y física al cielo de un personaje mientras está colgando la ropa para secar, en Cien años de soledad. El estilo de estas obras se inscribe en el concepto de lo «real maravilloso» descrito por Alejo Carpentier, etiquetado como realismo mágico.
El crítico literario Michael Bell propone una interpretación alternativa para el estilo, por cuanto la categoría de realismo mágico ha sido criticada por ser dicotomizadora y exotizadora: «Lo que está en juego es una flexibilidad psicológica que es capaz de habitar nada sentimentalmente el mundo diurno mientras se mantiene abierta a las incitaciones de aquellos dominios que la cultura moderna tiene, por su propia lógica interna, necesariamente marginalizados o reprimidos».
García Márquez y su amigo Plinio Apuleyo Mendoza discuten su trabajo de un modo similar, «El tratamiento de la realidad en tus libros... ha recibido un nombre, el de realismo mágico. Tengo la impresión de que tus lectores europeos suelen advertir la magia de las cosas que tú cuentas, pero no ven la realidad que las inspira. Seguro porque su racionalismo les impide ver que la realidad no termina en el precio de los tomates o de los huevos».
García Márquez crea un mundo tan semejante al cotidiano pero, al mismo tiempo, diferente. Es un realista en la presentación de lo verdadero y de lo irreal. Trata con destreza una realidad en la que los límites entre lo verdadero y lo fantástico se desvanecen con naturalidad.
García Márquez considera que la imaginación no es sino un instrumento de la elaboración de la realidad y que una novela es la representación cifrada de la realidad y a la pregunta de si todo lo que escribe tiene una base real, ha contestado:

No hay en mis novelas una línea que no esté basada en la realidad.

## Premios, reconocimientos y homenajes

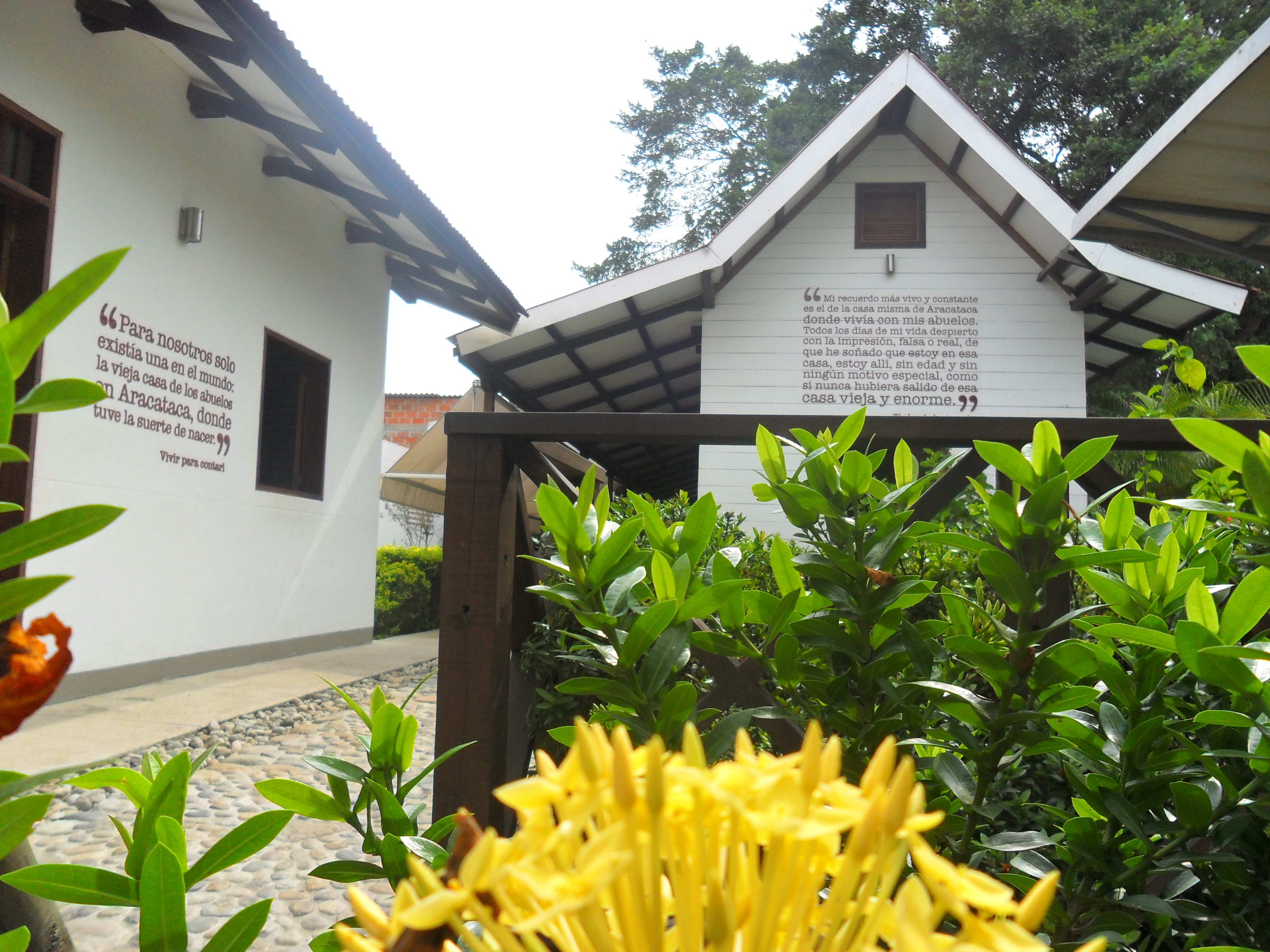
Casa Museo Gabriel García Márquez en Aracataca, Colombia.

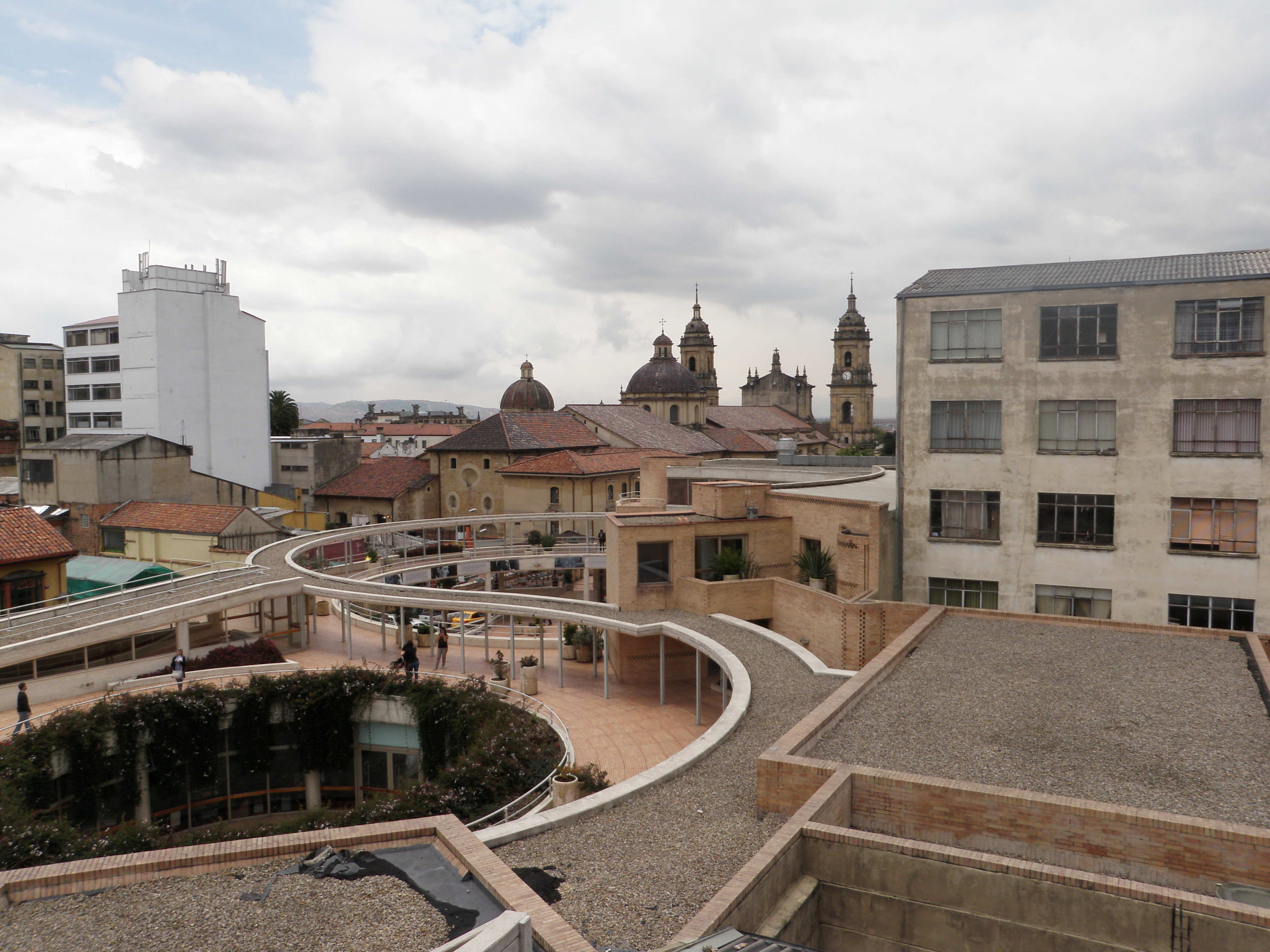
Centro Cultural Gabriel García Márquez, en Bogotá, Colombia.

- García Márquez recibió el Premio Nobel de Literatura en 1982, según la laudatoria de la Academia Sueca, «por sus novelas e historias cortas, en las que lo fantástico y lo real son combinados en un tranquilo mundo de imaginación rica, reflejando la vida y los conflictos de un continente».[6]

Su discurso de aceptación se tituló La soledad de América Latina.Fue el primer colombiano y el cuarto latinoamericano en ganar un Nobel de Literatura. Declaró: «Yo tengo la impresión de que al darme el premio han tenido en cuenta la literatura del subcontinente y me han otorgado como una forma de adjudicación de la totalidad de esta literatura».
Ha recibido otros premios, distinciones y homenajes:
- Primer Premio en el concurso de la Asociación de Escritores y Artistas, por su cuento Un día después del sábado (1955).
- Premio de la Novela ESSO por La mala hora (1961).
- Doctor honoris causa de la Universidad de Columbia en Nueva York (1971).
- Premio Internacional Neustadt de Literatura (1972).
- Premio Rómulo Gallegos por Cien años de soledad (1972).
- Premio Jorge Dimitrov por la Paz (1979).
- Medalla de la Legión de Honor de Francia en París (1981).
- Condecoración Águila Azteca en México (1982).
- Premio cuarenta años del Círculo de Periodistas de Bogotá (1985).
- Miembro honorario del Instituto Caro y Cuervo en Bogotá (1993).
- Museo: El 25 de marzo de 2010 el gobierno colombiano terminó de reconstruir la casa en que nació en Aracataca, demolida cuarenta años atrás, e inauguró en ella un museo dedicado a su memoria con más de catorce ambientes que recrean los espacios de su niñez.[54]
- En el Este de Los Ángeles (California), en el municipio de Las Rozas de Madrid y en Zaragoza (España) hay calles con su nombre.
- En Bogotá el Fondo de Cultura Económica de México construyó un centro cultural que lleva su nombre, inaugurado el 30 de enero de 2008.
- En 2015, el Banco de la República de Colombia anunció una serie de billetes con su imagen en el de $50.000 pesos.[55]

| Predecesor: Elias Canetti | Premio Nobel de Literatura 1982 | Sucesor: William Golding |

## Legado y críticas

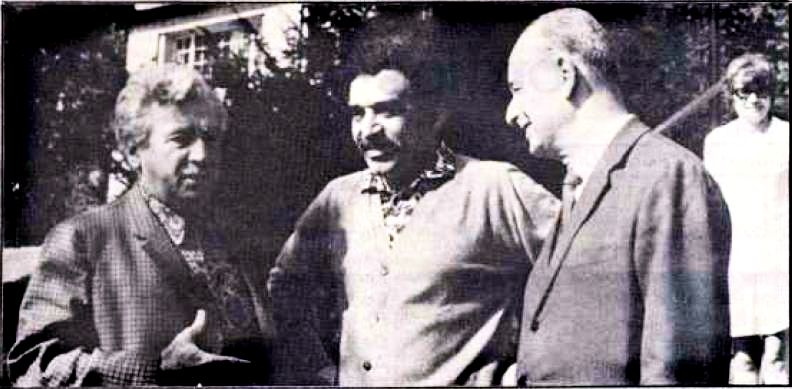
Gabriel García Márquez (centro) con Jorge Amado (a su izquierda) y Adonias Filho (a su derecha).

García Márquez es una parte importante del boom latinoamericano de la literatura. Sus obras han recibido numerosos estudios críticos, algunos extensos y significativos, que examinan la temática y su contenido político e histórico. Otros estudios se enfocan sobre el contenido mítico, las caracterizaciones de los personajes, el ambiente social, la estructura mítica o las representaciones simbólicas en sus obras más notables.
Mientras que las obras de García Márquez atraen a una serie de críticos, muchos eruditos elogian su estilo y creatividad. Pablo Neruda escribió sobre Cien años de soledad que «es la mayor revelación en lengua española desde el Don Quijote de Cervantes».
Algunas críticas arguyen que a García Márquez le falta la experiencia adecuada en la arena literaria y que solo escribe de sus experiencias personales e imaginación. De esta manera, dicen que sus obras no deben ser significativas. García Márquez ha respondido que está de acuerdo que a veces su inspiración no viene de libros, sino de la música.Según Carlos Fuentes, García Márquez ha logrado una de las mayores características de la ficción moderna. 

### Rechazo de la revista The New Yorker
En la década de 1970, García Márquez se centró en uno de sus grandes proyectos, la revista Alternativa, que hasta su cierre en 1980 marcó un hito en la historia del periodismo de oposición colombiano. Ya era un escritor conocido y célebre, pero los (pequeños) fracasos formaron parte de su vida. En 1981, envió uno de sus escritos a The New Yorker, pero la revista se negó a publicarlo, según una carta que se exhibe en el Harry Ransom Center, una biblioteca y museo de la Universidad de Texas en Austin. 
Uno de los editores de The New Yorker, Roger Angell, explicó por carta por qué no iba a publicar su texto: "La historia tiene la brillantez habitual de su escritura, pero según nuestra forma de pensar, su resolución no hace que el lector acepte su audaz y bella concepción." Unos meses después, García Márquez fue galardonado con el Premio Nobel de Literatura.

## Actividad política

### Militancia e ideología
En 1983, cuando se le preguntó a García Márquez: «¿Es usted comunista?» el escritor respondió: «Por supuesto que no. No lo soy ni lo he sido nunca. Ni tampoco he formado parte de ningún partido político».Contó a su amigo Plinio Apuleyo Mendoza: «Quiero que el mundo sea socialista y creo que tarde o temprano lo será».Según Ángel Esteban y Stéphanie Panichelli, «Gabo entiende por socialismo un sistema de progreso, libertad e igualdad relativa» donde saber es, además de un derecho, un izquierdo (hay un juego de palabras que ambos autores utilizan para titular el capítulo de su libro: "Si saber no es un derecho, seguro será un izquierdo").García Márquez viajó a muchos países socialistas como Polonia, Checoslovaquia, Alemania Oriental, la Unión Soviética, Hungría, y después escribió algunos artículos, mostrando su «desacuerdo con lo que allí ocurría».En 1971, en una entrevista para la revista Libre (que patrocinaba) declaró: «Yo sigo creyendo que el socialismo es una posibilidad real, que es la buena solución para América Latina, y que hay que tener una militancia más activa».
En 1959, fue corresponsal en Bogotá de la agencia de prensa Prensa Latina creada después del comienzo de la revolución cubana para informar sobre los acontecimientos en Cuba. Allí «tenía que informar objetivamente sobre la realidad colombiana y difundir a la vez noticias sobre Cuba y su trabajo consistía en escribir y enviar noticias a La Habana. Era la primera vez que García Márquez hacia periodismo verdaderamente político». Más tarde, en 1960, fundó con su amigo Plinio Apuleyo Mendoza una revista política, Acción Liberal, que quebró después de tres números.

### Amistad con Fidel Castro
García Márquez conoció a Fidel Castro en enero de 1959 pero su amistad se formó después, cuando trabajaba con Prensa Latina, viviendo en La Habana se vieron varias veces. Después de conocer a Castro, «Gabo estaba convencido de que el líder cubano era diferente a los caudillos, héroes, dictadores o canallas que habían pululado por la historia de Latinoamérica desde el siglo XIX, e intuía que solo a través de él esa revolución, todavía joven, podría cosechar frutos en el resto de los países americanos».
Según Panichelli y Esteban, «ejercer un poder es uno de los placeres más reconfortantes que el hombre puede sentir», y ellos piensan que eso es el caso con García Márquez «hasta una edad madura». Por eso, se ha cuestionado la amistad entre García Márquez y Castro y si es un resultado de la admiración de García Márquez por el poder.
Jorge Ricardo Masetti, exguerrillero y periodista argentino, pensaba que García Márquez «es un hombre a quien le gusta estar en la cocina del poder».
En opinión de César Leante, García Márquez tiene algo de obsesión con los caudillos latinoamericanos. Dice que «El apoyo incondicional de García Márquez a Fidel Castro cae en buena parte dentro del campo psicoanalítico […] cual es la admiración que el criador del Patriarca ha sentido, siempre y desmesuradamente, por los caudillos latinoamericanos brotados de las montoneras. Verbigracia, el coronel Aureliano Buendía, pero sobre todo el innominado dictador caribeño que como Fidel Castro envejece en el poder». Dice Leante que García Márquez «es considerado en Cuba como una especie de ministro de cultura, jefe de cinematografía y embajador plenipotenciario, no del Ministerio de Relaciones Exteriores, sino directamente de Castro, que lo emplea para misiones delicadas y confidenciales que no encarga a su diplomacia».
Juan Luis Cebrián ha llamado a García Márquez «un mensajero político», debido a sus artículos.
Según Gerald Martin, quien publicó en 2008 la primera biografía autorizada del novelista, García Márquez siente una «enorme fascinación por el poder». Señala que «Él ha querido ser siempre testigo del poder y es justo decir que esa fascinación no es gratuita, sino que persigue determinados objetivos» y menciona que muchos consideran como excesiva su proximidad a Fidel Castro. Martin recuerda que se relacionó con Felipe González o con Bill Clinton pero «todo el mundo se fija solo en su relación con Castro».
El diplomático, periodista, biógrafo y compadre del Nobel, Plinio Apuleyo Mendoza señala que «Él es amigo de Castro, pero no creo que sea partidario del sistema, porque nosotros visitamos el mundo comunista y quedamos muy desencantados».

### Mediaciones y apoyos políticos
García Márquez participó como mediador en las conversaciones de paz adelantadas entre el Ejército de Liberación Nacional (ELN) y el gobierno colombiano que tuvieron lugar en Cuba y entre el gobierno de Belisario Betancourt y el grupo Movimiento 19 de abril (M-19); participó en el proceso de paz entre el gobierno de Andrés Pastrana y la guerrilla de las Fuerzas Armadas Revolucionarias de Colombia (FARC) que fracasó.
En 2006, se unió a la lista de prominentes figuras de América Latina como Pablo Armando Fernández, Ernesto Sabato, Mario Benedetti, Eduardo Galeano, Thiago de Mello, Frei Betto, Carlos Monsiváis, Pablo Milanés, Ana Lydia Vega, Mayra Montero y Luis Rafael Sánchez que apoyan la independencia de Puerto Rico, a través de su adhesión a la "Proclama de Panamá" aprobada por unanimidad en el Congreso Latinoamericano y Caribeño por la Independencia de Puerto Rico, celebrado en noviembre de 2006.

### La política en su obra

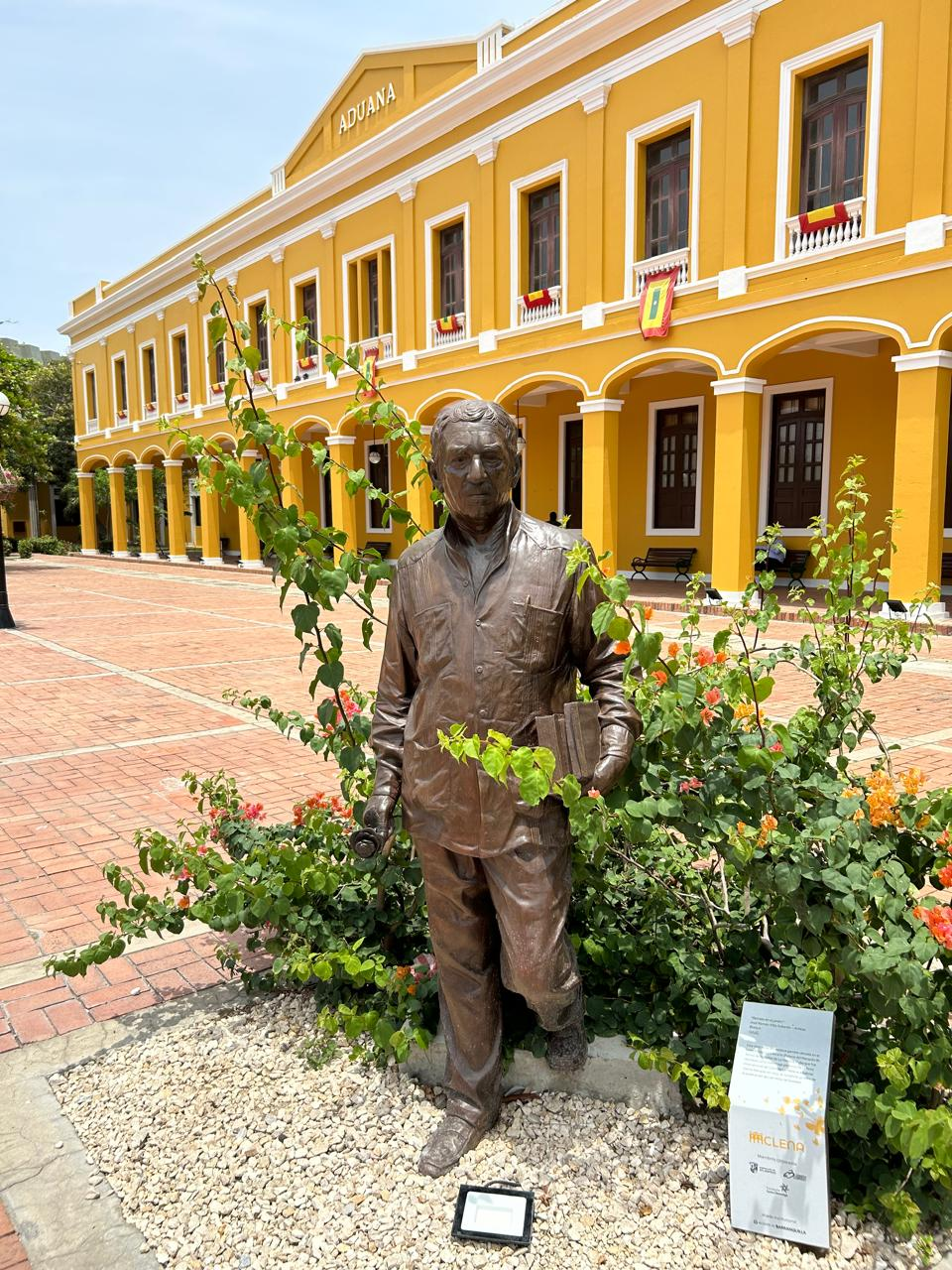
Estatua en la antigua Aduana de Barranquilla

La política desempeña un papel importante en las obras de García Márquez, en las que utiliza representaciones de varios tipos de sociedades con diferentes formas políticas para presentar sus opiniones y creencias con ejemplos concretos, aunque sean ejemplos ficticios. Esa diversidad de maneras con que representa al poder político es una muestra de la política en sus obras. Una conclusión que puede ser derivada de ellas es que «la política puede extenderse más allá o más acá de las instituciones propias del poder político».
En Cien años de soledad está la representación de un lugar «donde no existe todavía un poder político consolidado y no hay, por lo tanto, ley en el sentido de precepto votado por el Congreso y sancionado por el presidente, que regule las relaciones entre los hombres, entre estos y el poder público y la constitución y funcionamiento de este poder». En contraste, la representación del sistema político en El otoño del patriarca es la de una dictadura, en la que el líder es grotesco, corrupto y sanguinario y con un poder tan grande que alguna vez preguntó qué hora es y le habían contestado la que usted ordene, mi general».
Una de sus primeras novelas, La mala hora, puede ser una referencia a la dictadura de Gustavo Rojas Pinilla y representa la tensión política y la opresión en un pueblo rural, cuyos habitantes aspiran a la libertad y la justicia pero sin éxito en conseguirlas.

## Obras

### Novelas
- La hojarasca (1955)
- El coronel no tiene quien le escriba (1961)
- La mala hora (1962)
- Cien años de soledad (1967)
- El otoño del patriarca (1975)
- Crónica de una muerte anunciada (1981)
- El amor en los tiempos del cólera (1985)
- El general en su laberinto (1989)
- Del amor y otros demonios (1994)
- Memoria de mis putas tristes (2004)
- En agosto nos vemos (2024)

### Cuentos
- Los funerales de la Mamá Grande (1962)
- La increíble y triste historia de la cándida Eréndira y de su abuela desalmada (1972)
- Ojos de perro azul (1972)
- Doce cuentos peregrinos (1992)

### Narrativa de no ficción
- Relato de un náufrago (1970)
- La aventura de Miguel Littín clandestino en Chile (1986)
- Noticia de un secuestro (1996)

### Periodismo
- Cuando era feliz e indocumentado (1973)
- Chile, el golpe y los gringos (1974)
- Crónicas y reportajes (1976)
- De viaje por los países socialistas (1978). Fue reeditado por Penguin Random House en 2015 bajo el título De viaje por Europa del Este.
- Periodismo militante (1978)
- Obra periodística 1. Textos costeños (1948-1952) (1981)
- Obra periodística 2. Entre cachacos (1954-1955) (1982)
- Obra periodística 3. De Europa y América (1955-1960) (1983)
- La soledad de América Latina. Escritos sobre arte y literatura 1948-1984 (1990)
- Primeros reportajes (1990)
- Obra periodística 5. Notas de prensa (1961-1984) (1991). La primera edición incluía notas de 1980 a 1984; a la de 1999 se le agregaron una nota de 1961, otra de 1966, tres de 1977 y una de 1979.
- Obra periodística 4. Por la libre (1974-1995) (1999)
- El amante inconcluso y otros textos de prensa (2000). Selección de notas publicadas en la revista Cambio.
- Gabo periodista (2013). Panorámica de su obra periodística antologada y comentada por varios de sus colegas.
- Gabo. La nostalgia de las almendras amargas (2014). Notas y respuestas a lectores publicadas en la revista Cambio.
- Gabo contesta (2015). Respuestas a los lectores de la revista Cambio.
- El escándalo del siglo (2018). Edición y selección de Cristóbal Pera y prólogo de Jon Lee Anderson.

### Memorias
- Vivir para contarla (2002)

### Teatro
- Diatriba de amor contra un hombre sentado (1994)

### Discurso
- Nuestro primer premio Nobel (1983)
- La soledad de América Latina / Brindis por la poesía (1983)
- El cataclismo de Damocles (1986)
- Un manual para ser niño (1995)
- Por un país al alcance de los niños (1996)
- Cien años de soledad y un homenaje (2007), con Carlos Fuentes.
- Yo no vengo a decir un discurso (2010)

### Cine
- Viva Sandino (1982). Guion. También publicado como El asalto (1983) y El secuestro (1984).
- Cómo se cuenta un cuento (1995). Taller.
- Me alquilo para soñar (1995). Taller.
- La bendita manía de contar (1998). Taller.

### Entrevistas
- García Márquez habla de García Márquez en 33 grandes reportajes (1979). Recopilación y prólogo de Alfonso Rentería Mantilla
- El olor de la guayaba (1982), con Plinio Apuleyo Mendoza.
- Protagonistas de la literatura hispanoamericana (1985), con Emmanuel Carballo.
- Textos anexos a Gabriel García Márquez. La escritura embrujada (2005), con Yves Billon y Mauricio Martínez Cavard. Versión completa de la entrevista presentada en el documental La escritura embrujada (1998).
- Para que no se las lleve el viento (2011). Recopilación y prólogo de Fernando Jaramillo.
- Tratos y retratos (2013), con Silvia Lemus. Incluye la transcripción de la entrevista televisiva que Lemus realizó a García Márquez en Cartagena, en 1992.

### Diálogo
- La novela en América Latina. Diálogo (1968), con Mario Vargas Llosa. Transcripción de la charla que sostuvieron ambos escritores en la Universidad Nacional de Ingeniería, en Lima, el 5 y el 7 de septiembre de 1967. Hay ediciones peruanas de 1968, 1991, 2003, 2013 y 2017. Alfaguara lanzó el libro en 2021 bajo el nombre Dos soledades. Un diálogo sobre la novela en América Latina.

### Correspondencia
- Las cartas del Boom (2023), con Julio Cortázar, Carlos Fuentes y Mario Vargas Llosa.[68]

## Libros sobre García Márquez

### Biografías
- García Márquez. El viaje a la semilla (1997), de Dasso Saldívar. Alfaguara.
- Gabriel García Márquez. Una vida (Gabriel García Márquez. A Life, 2008), de Gerald Martin. Traducción al español: Debate, 2009.
- Gabriel García Márquez. Vida, magia y obra de un escritor global (2021), de Álvaro Santana Acuña. El Equilibrista/Fundación para las Letras Mexicanas.

### Testimonios
- «El caso perdido», en La llama y el hielo (1984), de Plinio Apuleyo Mendoza. Texto publicado también como libro bajos los títulos Aquellos tiempos con Gabo (2000) y, ampliado con cartas, Gabo. Cartas y recuerdos (2013).
- Los García Márquez (1996), de Silvia Galvis.
- Soledad y compañía. Un retrato a voces de Gabriel García Márquez (2014), de Silvana Paternostro.
- Gabo y Mercedes. Una despedida (2021), de Rodrigo García.
- Gabo + 8 (2021), de Guillermo Angulo.

### Ensayos
- «Gabriel García Márquez o la cuerda floja», en Los nuestros (1966), de Luis Harss.
- García Márquez: historia de un deicidio (1971), de Mario Vargas Llosa.
- Tras las claves de Melquíades (2001), de Eligio García Márquez.
- Gabo y Fidel. El paisaje de una amistad (2004), de Ángel Esteban y Stéphanie Panichelli.
- Los médicos de Macondo. La medicina en la obra literaria de Gabriel García Márquez (2024), de Juan Valentín Fernández de la Gala.

### Cómics
- García Márquez para principiantes (2007), de Mariana Solanet (texto) y Héctor Luis Bergandi (ilustraciones).

## En la pantalla

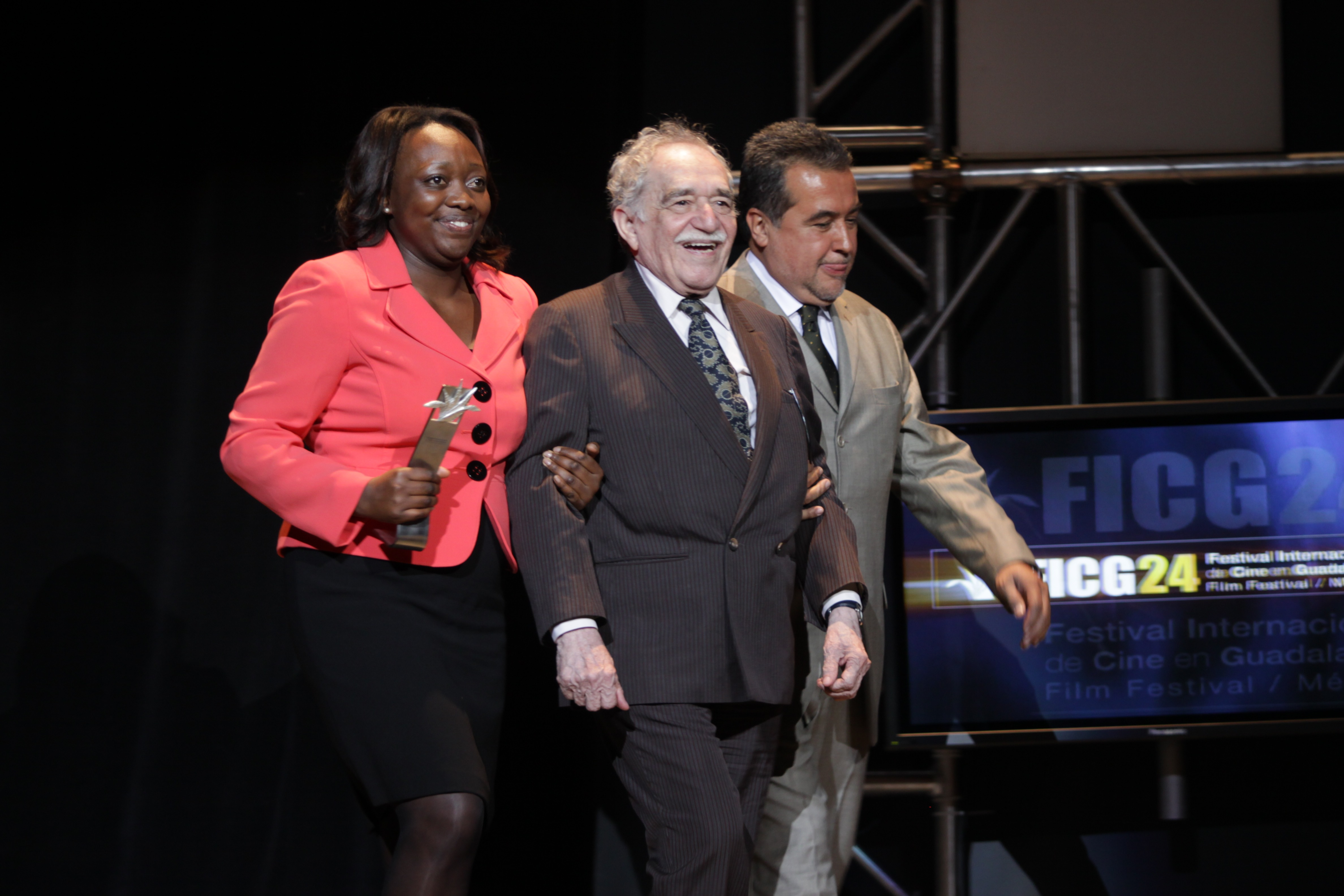
Gabriel García Márquez con la exministra de Cultura de Colombia Paula Moreno (izquierda) en el Festival Internacional de Cine de Guadalajara, en Guadalajara, México, en marzo de 2009.

García Márquez profesó un interés por el cine y la televisión, participando como guionista, mecenas y permitiendo la adaptación de su obra. Ya en su etapa juvenil en Barranquilla, con el pintor Enrique Grau, el escritor Álvaro Cepeda Samudio y el fotógrafo Nereo López, participó en la realización del cortometraje surrealista La langosta azul (1954).
En los años cincuenta, estudió la carrera de cine en el Centro Sperimentale Di Cinematografia de Roma, teniendo como condiscípulos al argentino Fernando Birri y al cubano Julio García Espinosa, que más tarde serían considerados fundadores de la llamada Fundación del Nuevo Cine Latinoamericano. Estas tres personalidades han declarado en reiteradas oportunidades el impacto que supuso para ellos ver la película Milagro en Milán de Vittorio de Sica, así como también asistir al nacimiento del neorrealismo italiano, tendencia que los hizo vislumbrar la posibilidad de realizar cine en América Latina siguiendo las mismas técnicas. Es preciso anotar que esta estancia en Roma sirvió para que el escritor aprendiera varios de los entresijos que comporta el quehacer cinematográfico, en tanto y cuanto compartió largas horas de trabajo en moviola al lado del guionista Cesare Zavattini. Este particular afinó en García Márquez una precisión cinematográfica a la hora de narrar con imágenes, que más tarde usaría como parte de su trabajo en la Ciudad de México. García Márquez presidió desde 1986 la Fundación del Nuevo Cine Latinoamericano, que tiene sede en La Habana.
Se tiene conocimiento de que muchas obras cinematográficas mexicanas de los años 1960 fueron escritas por García Márquez, quien al igual que muchos intelectuales de la época firmó los guiones con seudónimo. Memorables son, en todo caso, El gallo de oro (1964), de Roberto Gavaldón, y Tiempo de morir (1966), de Arturo Ripstein. La primera, basada en el cuento homónimo de Juan Rulfo, coescrita junto con el propio autor y el también escritor mexicano Carlos Fuentes, fue protagonizada por Ignacio López Tarso, Narciso Busquets y Lucha Villa, y fotografiada por el insigne Gabriel Figueroa. La segunda, western filmado por Ripstein, tuvo su secuela casi veinte años más tarde bajo la tutela de Jorge Alí Triana.
Además de esas tres películas, entre 1965 y 1985, García Márquez participó como guionista en: En este pueblo no hay ladrones (1965), de Alberto Isaac; Juego peligroso (segmento "HO") (1966), de Luis Alcoriza y Arturo Ripstein; Patsy, mi amor (1968), de Manuel Michel; Presagio (1974), de Luis Alcoriza; La viuda de Montiel (1979), de Miguel Littín; María de mi corazón (1979), de Jaime Humberto Hermosillo; El año de la peste (1979), de Felipe Cazals (adaptación del libro de Daniel Defoe El diario de la peste), y Eréndira (1983), de Ruy Guerra.
En 1975 R.T.I. Televisión de Colombia produce la serie televisiva La mala hora dirigida por Bernardo Romero Pereiro, basada en la novela homónima de García Márquez y transmitida en 1977.Ese año fue entrevistado, por primera vez en la televisión colombiana, por Germán Castro Caycedo
En 1986, con sus dos condiscípulos del Centro Sperimentale di Cinematografía, y apoyados por el Comité de Cineastas de América Latina, funda la Escuela Internacional de Cine y Televisión de San Antonio de Los Baños en Cuba, institución a la cual le dedicará tiempo y dinero de su propio bolsillo para apoyar y financiar la carrera de cine de jóvenes provenientes de América Latina, el Caribe, Asia y África. A partir del año siguiente, en dicho centro se dedicará a impartir el taller «Cómo se cuenta un cuento», fruto del cual salen innumerables proyectos audiovisuales, amén de varios libros sobre dramaturgia.
En 1987, Francesco Rosi dirige la adaptación de Crónica de una muerte anunciada, protagonizada por Rupert Everett, Ornella Muti, Gian Maria Volonté, Irene Papas, Lucía Bosé y Anthony Delon.
En 1988 se produjeron y exhibieron: Un señor muy viejo con unas alas enormes, de Fernando Birri, con Daisy Granados, Asdrúbal Meléndez y Luis Ramírez; Milagro en Roma, de Lisandro Duque Naranjo, con Frank Ramírez y Amalia Duque García; Fábula de la bella palomera, de Ruy Guerra, con Claudia Ohana y Ney Latorraca, y Cartas del parque, de Tomás Gutiérrez Alea, con Ivón López, Víctor Laplace, Miguel Paneque y Mirta Ibarra.
En 1990, García Márquez, viajó a Japón, haciendo escala en Nueva York para conocer al director contemporáneo cuyos guiones más admira: Woody Allen. La razón de su viaje al país oriental es la de encontrarse con Akira Kurosawa, en ese momento rodando Los Sueños de Akira Kurosawa, interesado en llevar a la gran pantalla la historia de El otoño del patriarca, ambientado en el Japón medieval. La idea de Kurosawa fue totalizadora, incrustar toda la novela en el celuloide sin importar el metraje, pero para esta idea no existió posibilidad de financiación, y el proyecto quedó en eso.
En 1991, la televisión colombiana produce María, la novela de Jorge Isaacs, adaptada por García Márquez junto con Lisandro Duque Naranjo y Manuel Arias.
En 1996 se presentó Edipo Alcalde, adaptación de Edipo rey de Sófocles hecha por García Márquez y Estela Malagón, dirigida por Jorge Alí Triana, y protagonizada por Jorge Perugorría, Ángela Molina y Paco Rabal.
En 1999, Arturo Ripstein filma El coronel no tiene quien le escriba, protagonizada por Fernando Luján, Marisa Paredes, Salma Hayek y Rafael Inclán.
En 2001 aparece Los niños invisibles, de Lisandro Duque Naranjo.
En 2006 se rodó El amor en los tiempos del cólera, con guion del sudafricano Ronald Harwood y bajo la batuta del director británico Mike Newell. Filmada en Cartagena de Indias, los personajes son encarnados por Javier Bardem, Giovanna Mezzogiorno, John Leguizamo, Catalina Sandino y Benjamin Bratt.
En marzo de 2010, y en el marco del Festival Internacional de Cine de Cartagena, se estrenó la versión fílmica de Del amor y otros demonios, coproducción entre Colombia y Costa Rica dirigida por la costarricense Hilda Hidalgo.
Memoria de mis putas tristes, coproducción entre Dinamarca y México, dirigida por el danés Henning Carlsen y con la adaptación cinematográfica a cargo del francés Jean-Claude Carrière iba a ser filmada en 2009 en el estado de Puebla, pero se suspendió por problemas de financiación al parecer por una polémica motivada por el tema por la amenaza de demanda de una ONG calificando la novela y el guion como apología de la prostitución infantil y pederastia. Fue filmada en secreto en la ciudad de San Francisco de Campeche (México) en 2011, protagonizada por Emilio Echevarría y se estrenó en 2012.

## En el teatro
García Márquez incursionó poco en teatro, pues solo se conoce el monólogo Diatriba de amor contra un hombre sentado, montada en 1988 en Buenos Aires y reestrenada en 1994 en el Teatro Nacional de Bogotá.
Su obra en el teatro en su mayoría han sido adaptaciones de sus novelas. En 1991, Juan Carlos Moyano adaptó y dirigió un espectáculo de teatro de calle y plaza pública llamado Memoria y olvido de Úrsula Iguarán, basado en Cien años de soledad, que presentó en el Festival Internacional de Teatro de Manizales de 1991 y en el Festival Iberoamericano de Teatro de Bogotá de 1992. En 2000, Jorge Alí Triana estrenó la versión teatral de Crónica de una muerte anunciada adaptación de la novela homónima, con gran éxito nacional e internacional.
La obra de García Márquez ha sido adaptada a la ópera:
- Florencia en el Amazonas (1991), ópera con un libreto de Marcela Fuentes-Berain puesto en metro músico por Daniel Catán basada en motivos de la novela El amor en los tiempos del cólera.[78]
- Eréndira (1992), ópera con música de Violeta Dinescu basada en el cuento La increíble y triste historia de la cándida Eréndira y de su abuela desalmada.[79]
- Love and other demons (2008), ópera con un libreto de Kornél Hamvai puesto en metro músico por Péter Eötvös, basada en la novela Del amor y otros demonios.[79]

## García Márquez en ficción
- En la novela Cartagena (2015), de Claudia Amengual, aparece García Márquez como personaje en sus últimos años de vida.[80]
- La maestra y el Nobel (2015), novela de Beatriz Parga, recrea la relación entre un García Márquez de cinco años y su profesora, Rosa Fergusson.[81]

## Homenajes

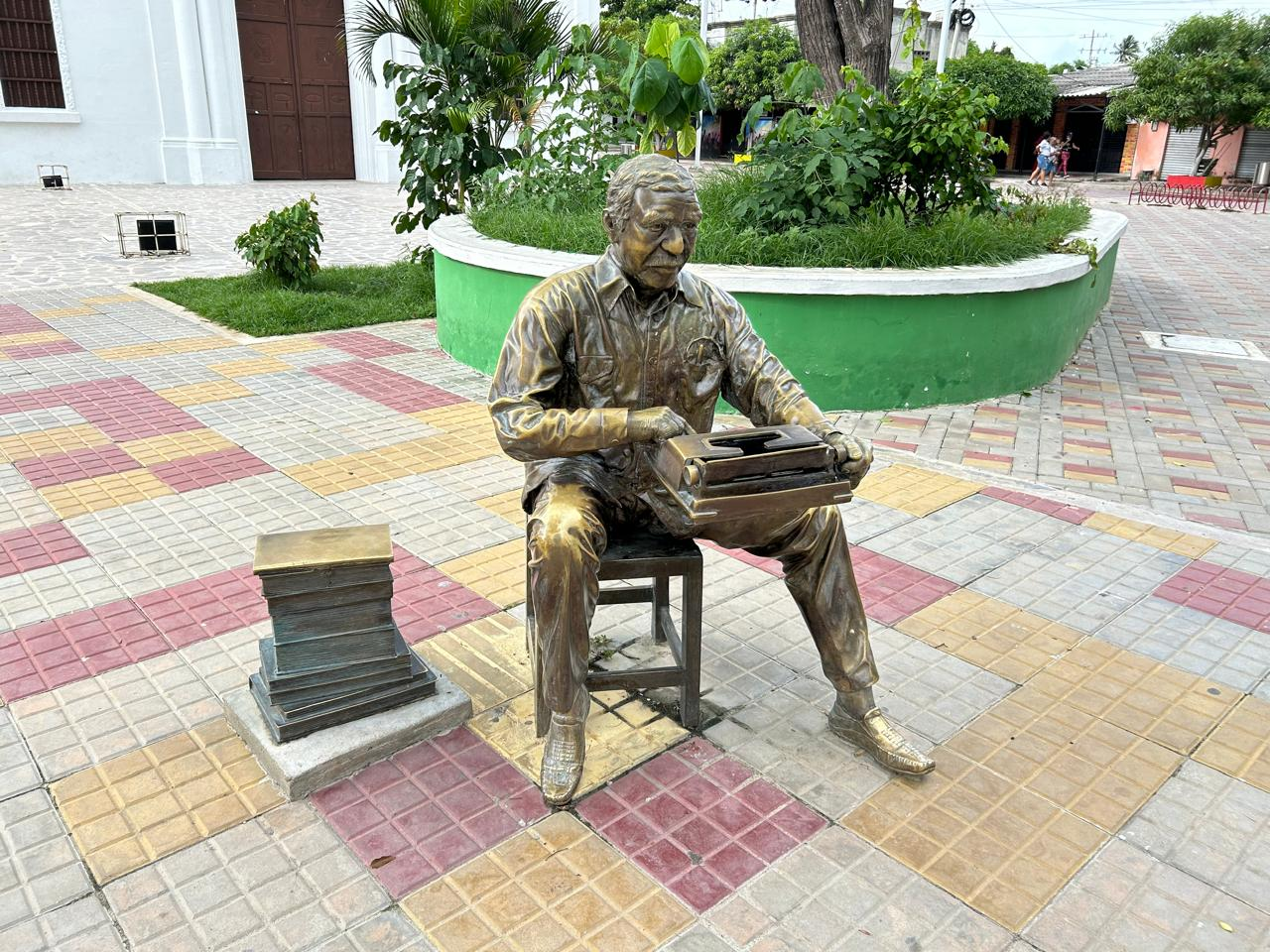
Estatua de Gabriel García Márquez en la plaza de Aracataca

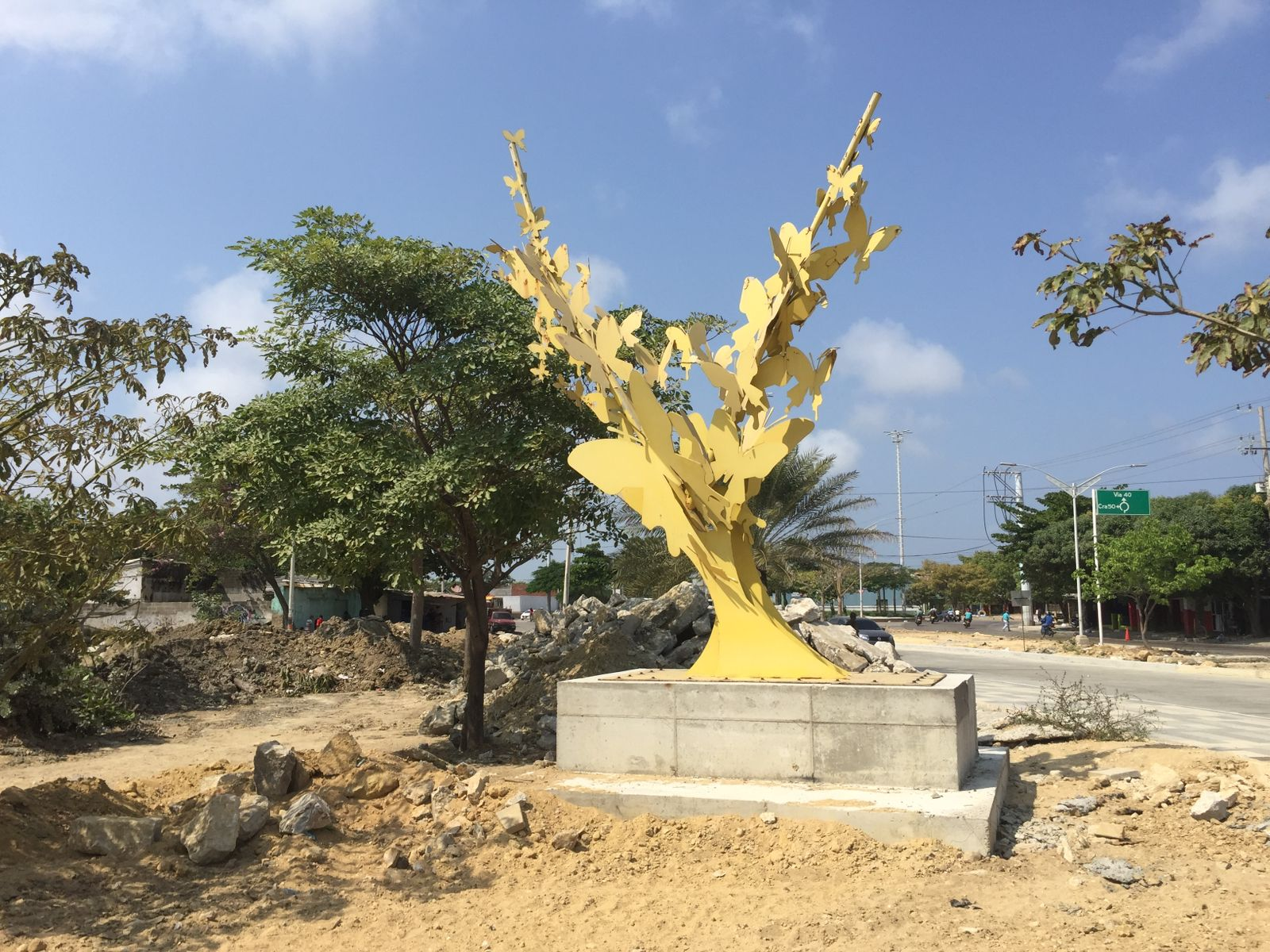
Las mariposas amarillas de Mauricio Babilonia. Barranquilla, Colombia

- Casa Museo Gabriel García Márquez. Aracataca, Colombia.
- Biblioteca Gabriel García Márquez. Inaugurada el año 2022 en Barcelona, España.
- Institución educativa Gabriel García Márquez. Barranquilla, Colombia.[82]
- Monumento Mariposas amarillas. Barranquilla, Colombia.
- Parque Cultural del Caribe Gabriel García Márquez. Barranquilla, Colombia.
- Parque del Realismo Mágico. Barranquilla, Colombia.[83]
- Biblioteca Pública El Tunal Gabriel García Márquez. Bogotá, Colombia.[84]
- Centro Cultural Gabriel García Márquez. Bogotá, Colombia.
- Canal parque Gabriel García Márquez. Medellín, Colombia.[85]
- Parque Biblioteca Gabriel García Márquez, Doce de octubre. Medellín, Colombia.[86]
- Institución educativa Gabriel García Márquez. Medellín, Colombia.[87]
- Festival Gabo. Varias ciudades como Medellín, Bogotá, Monterrey (México).
- Biblioteca Municipal Gabriel García Márquez, ubicada en la comuna de Lo Prado, Santiago de Chile. Inaugurada por la Presidenta de La República Sra. Michelle Bachelet Jeria, en el año 2014.[88]